# 崇安斜鳞蛇
崇安斜鳞蛇（学名：Pseudoxenodon karlschmidti）为游蛇科斜鳞蛇属的爬行动物。在中国大陆，分布于福建、海南、广西、贵州等地，主要栖息于高山森林中。其生存的海拔范围为700至1170米。该物种的模式产地在福建崇安（今为武夷山市）。

## 亚种
- 崇安斜鳞蛇指名亚种（学名：Pseudoxenodon karlschmidti karlschmidti），Pope于1928年命名。在中国大陆，分布于福建等地。该物种的模式产地在福建崇安。[2]
- 崇安斜鳞蛇海南亚种（学名：Pseudoxenodon karlschmidti popei），Gressitt于1936年命名。在中国大陆，分布于海南等地。该物种的模式产地在海南岛中部。[3]
- 崇安斜鳞蛇罗香亚种（学名：Pseudoxenodon karlschmidti sinii），Fan于1931年命名。在中国大陆，分布于贵州、广西等地。该物种的模式产地在广西罗香。[4]

## 保护
本种于2023年被收录入《有重要生态、科学、社会价值的陆生野生动物名录》。